# Nguyễn Văn Hùng (chính khách sinh năm 1961)
Nguyễn Văn Hùng (sinh ngày 20 tháng 4 năm 1961) là một chính khách người Việt Nam. Ông hiện là Bộ trưởng Bộ Văn hóa, Thể thao và Du lịch, nguyên là Chủ tịch Hội đồng nhân dân tỉnh Quảng Trị khóa 7 nhiệm kì 2016-2021. Trong Đảng Cộng sản Việt Nam, ông hiện là ủy viên Ban Chấp hành Trung ương Đảng Cộng sản Việt Nam khóa XIII, Bí thư Ban Cán sự Đảng Bộ Văn hóa, Thể thao và Du lịch, nguyên Bí thư Tỉnh ủy Quảng Trị (2015-2020), nguyên Phó Bí thư Tỉnh ủy Quảng Trị khoá 15.

## Xuất thân và giáo dục
Nguyễn Văn Hùng có quê quán tại xã Trung Nam, huyện Vĩnh Linh, tỉnh Quảng Trị.
Ông có bằng thạc sĩ Triết học.

## Sự nghiệp
Ông từng giữ chức vụ Bí thư thành ủy Đông Hà, Phó Bí thư Tỉnh ủy Quảng Trị.
Tháng 1/2016 tại Đại hội đại biểu toàn quốc lần thứ XII của Đảng Cộng sản Việt Nam, ông được bầu vào Ban Chấp hành Trung ương Đảng Cộng sản Việt Nam khóa XII
Ngày 23 tháng 7 năm 2020, Thủ tướng bổ nhiệm ông Nguyễn Văn Hùng, Ủy viên Trung ương Đảng, Bí thư Tỉnh ủy, Chủ tịch HĐND tỉnh Quảng Trị giữ chức Thứ trưởng Bộ Văn hóa, Thể thao và Du lịch. Người thay thế vị trí Bí thư Tỉnh ủy Quảng Trị của ông Nguyễn Văn Hùng là ông Lê Quang Tùng, Thứ trưởng Bộ Văn hóa, Thể thao và Du lịch, kém ông Nguyễn Văn Hùng 10 tuổi.
Ngày 30 tháng 1 năm 2021, tại Đại hội Đại biểu toàn quốc Đảng Cộng sản Việt Nam khóa XIII, ông được bầu làm Ủy viên chính thức Ban Chấp hành Trung ương Đảng Cộng sản Việt Nam khoá XIII.
Sáng ngày 8 tháng 4 năm 2021, tại kỳ họp thứ 11, theo đề nghị của Thủ tướng Phạm Minh Chính, ông được Quốc hội Việt Nam khóa XIV bầu làm Bộ trưởng Bộ Văn hóa, Thể thao và Du lịch nhiệm kỳ 2016 - 2021 thay thế ông Nguyễn Ngọc Thiện.
Ngày 28 tháng 7 năm 2021, tại kỳ họp thứ nhất, theo đề nghị của Thủ tướng Phạm Minh Chính, ông được Quốc hội Việt Nam khóa XV bầu làm Bộ trưởng Bộ Văn hóa, Thể thao và Du lịch nhiệm kỳ 2021 - 2026.

## Rắc rối
Tháng 7 năm 2020, ông Nguyễn Văn Hùng là một trong những bị hại trong vụ nhà báo, chủ doanh nghiệp, cán bộ công an... nói xấu lãnh đạo ở tỉnh Quảng Trị. Theo đó, ông Nguyễn Văn Hùng cùng với một số lãnh đạo khác của Quảng Trị bị nhóm đối tượng Phan Bùi Bảo Thy (sinh năm 1971, ngụ quận Sơn Trà, TP Đà Nẵng, là nhà báo, từng làm Trưởng Văn phòng Báo Giáo dục và Thời đại tại TP Đà Nẵng), cùng các đồng phạm Lê Anh Dũng (sinh năm 1965, ngụ quận 2 (nay là TP Thủ Đức), TP Hồ Chí Minh, nghề nghiệp kinh doanh và là chủ một doanh nghiệp) và Nguyễn Huy (sinh năm 1977, ngụ TP Đông Hà, Quảng Trị, nguyên là cán bộ Công an tỉnh Quảng Trị) thu thập thông tin tài liệu, biên tập và đăng tải trên mạng xã hội nhiều bài viết có nội dung không đúng sự thật, có nội dung xuyên tạc, xâm phạm uy tín, danh dự, nhân phẩm của ông và các lãnh đạo khác của Quảng Trị.
Vụ việc trên đã được Tòa án nhân dân tỉnh Quảng Trị đưa ra xét xử hơn 1 năm qua. Phiên tòa xét xử vụ việc trên do thẩm phán Lê Thiết Hùng, Chánh tòa Tòa Hình sự, Tòa án nhân dân tỉnh Quảng Trị (nay là Phó Chánh án Tòa án nhân dân tỉnh Quảng Trị) chủ tọa, đã diễn ra với mức án cho các bị cáo như sau: 18 tháng cải tạo không giam giữ đối với đối tượng Lê Anh Dũng, 12 tháng cải tạo không giam giữ đối với đối tượng Phan Bùi Bảo Thy, còn đối tượng Nguyễn Huy bị phạt cảnh cáo.
Không chỉ vậy, trước đó, tháng 6 năm 2020, ông còn là bị hại của nhóm "Báo Sạch" (do đối tượng Trương Châu Hữu Danh cầm đầu). Theo đó, ông bị nhóm "Báo Sạch" được cho là viết bài "sai sự thật" nhắm vào ông tại cuộc bỏ phiếu trong thời gian diễn ra kỳ họp thứ 15 HĐND tỉnh Quảng Trị khóa 7 nhiệm kỳ 2016 - 2021.